# Instinkt (Hvězdná brána: Atlantida)
Instinkt (v anglickém originále Instinct) je sedmý díl druhé řady sci-fi seriálu Hvězdná brána: Atlantida.

## Obsah epizody
Planeta, kterou navštíví Sheppardův tým, žije na úrovni pozemského středověku. Zdejší obyvatele sužuje Daimos – stvoření, které v noci chytá lidi a vysává z nich život. Jedná se o Wraitha, který před deseti lety havaroval s lodí v blízkých horách. Vesničané nevěděli, kdo cizinci jsou, a ze strachu je všechny pobili. Jeden ale unikl a skrývá se v místních lesích. Sheppard slíbí vesničanům pomoc s jeho chycením.
V horách na jednoho skutečně narazí. Jedná se však o vyděšené mladé wraithtské děvče. Jeden z vesničanů ji po havárii našel – tenkrát to byla malá holčička. Nedokázaj ji zabít, a proto se s ní ukryl a vychovával ji jako vlastní dceru. Pojmenoval ji Elia. Zpočátku jí stačilo běžné jídlo jako jiným dětem. Když začala dospívat, její hlad se neustále zvětšoval. Její otec začal experimentovat a nakonec vynalezl lék, který neutišitelný hlad dokázal potlačit – Elia se tak nemusela krmit na lidech. To však znamená, že se v lesích ukrývá ještě jeden Wraith – dospělý. Sheppard s Rononem se vydají jej hledat.
Doktor Beckett vysloví teorii, podle které by bylo možné využít faktu, že se Wraithové v mládí krmí jako lidé. Snad by tak šlo vyvinout lék, který by jejich sklony v dospělosti dokázal potlačit a vlastně je přeměnit na lidi. Beckett nápad svěří Elinininu otci, rozhovor však slyší i Elia a rozhodne se v příhodný okamžik ukrást zkušební retrovirus a aplikovat si ho. Otci se svěřuje, že jeho bylinky neúčinkují, že se stále musí krmit na lidech.
Lék navíc působí přesně opačně, než Beckett doufal – potlačuje lidské rysy a zesiluje znaky iratuského brouka. Elia v panice utíká do lesa, zabije druhého Wraitha, chystá se však zabít i Sheppardův tým. Během souboje těžce zraní otce a Ronon ji nakonec zastřelí.
Vesničané najdou jejího otce – umírajícícho. Ten jim vše vypráví. Dovolil Elii, aby se na něm krmila, když už se její hlad stal nezvladatelným. Elia se tedy rozhodla předstírat, že jeho bylinky účinkují. Cítila přítomnost druhého Wraitha a poznala, kdy se krmí. Ve stejnou dobu útočila na vesničany i ona sama.